# Železniško postajališče Kopriva
Železniško postajališče Kopriva je eno izmed železniških postajališč v Sloveniji, ki oskrbuje bližnje naselje Kopriva.